# Organza

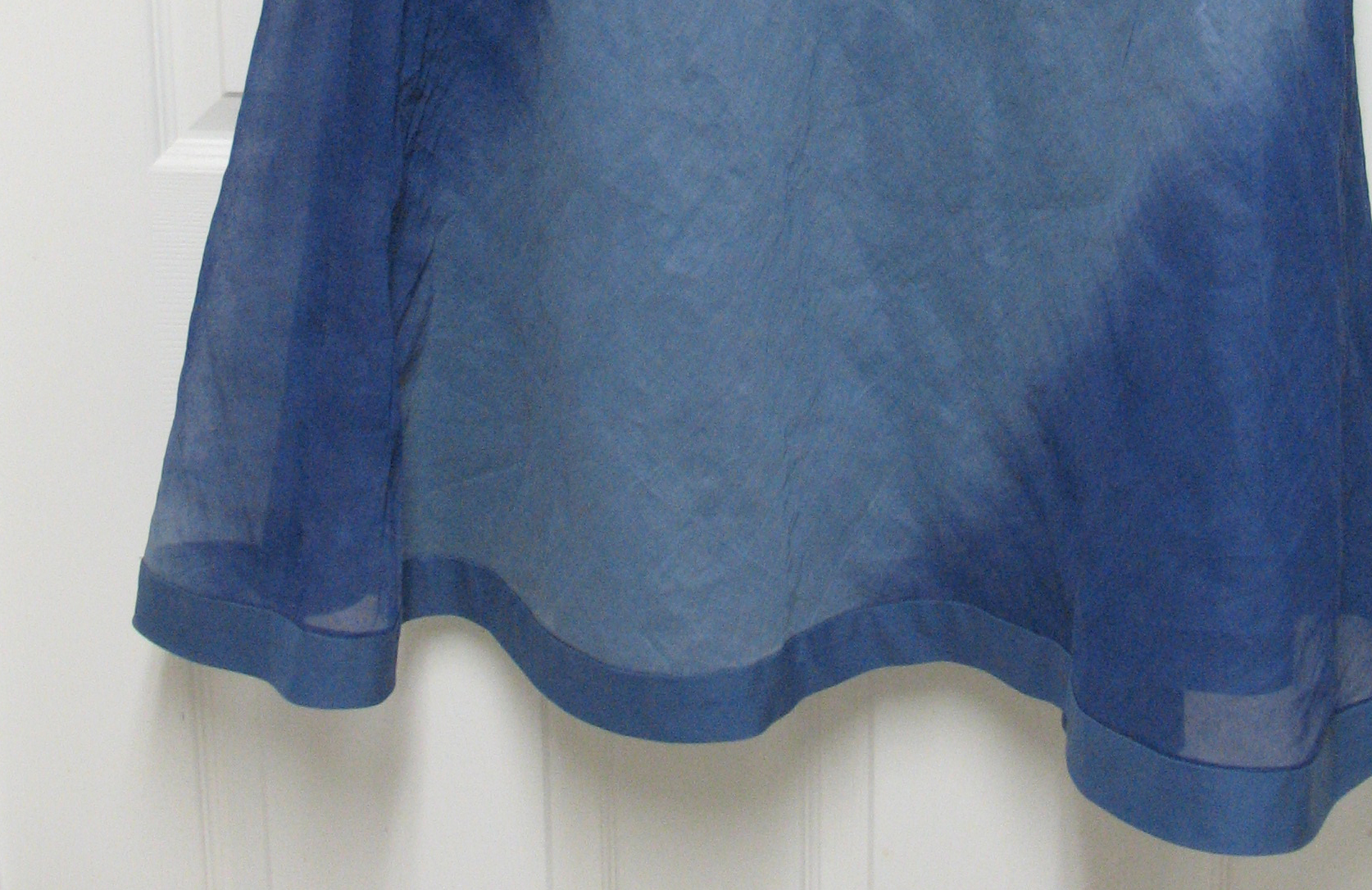
Gonna realizzata in organza

L'organza o organdi è un tessuto sottile e trasparente, ad armatura tela, realizzato con il filato di seta organzino.

## Etimologia
Il suo nome viene da Urgench in Turkestan (attualmente nello stato del Turkmenistan). È detta anche amaike.
Oggigiorno molti organza sono tessuti con cotone e con fibre sintetiche come poliestere o nylon.
Le organze più lussuose sono tessute ancora in seta. 
L'organza di seta è tessuta lungo il fiume Yangtze e nella provincia di Zhejiang in Cina, ma anche nell'area di Bangalore in India.
Organze di seta di lusso sono prodotte in Francia e Italia. 
L'organza può anche essere ricamata per farne tende o copriletti o altra biancheria fine; questo suo uso era soprattutto diffuso in passato, anche perché sono richieste particolari abilità e competenze da parte di chi esegue il ricamo, perché l'effetto risulti soddisfacente.
L'organza oggi è prodotta in vari tipi, tra cui stropicciato, liscio e cangiante; effetto ottico prodotto mediante l'utilizzo di filati di colori diversi per la trama e per l'ordito.